# Оналяска (містечко, Вісконсин)
Оналяска (англ. Onalaska) — місто (англ. town) в США, в окрузі Ла-Кросс штату Вісконсин. Населення — 5835 осіб (2020).

## Демографія
Згідно з переписом 2010 року, у місті мешкали 5623 особи в 2035 домогосподарствах у складі 1672 родин. Було 2120 помешкань
Расовий склад населення:
| - 96,0 % — білих - 2,0 % — азіатів - 0,7 % — чорних або афроамериканців - 0,4 % — корінних американців |

До двох чи більше рас належало 0,8 %. Частка іспаномовних становила 1,4 % від усіх жителів.
За віковим діапазоном населення розподілялося таким чином: 26,2 % — особи молодші 18 років, 63,9 % — особи у віці 18—64 років, 9,9 % — особи у віці 65 років та старші. Медіана віку мешканця становила 40,9 року. На 100 осіб жіночої статі у місті припадало 104,1 чоловіків;  на 100 жінок у віці від 18 років та старших — 102,7 чоловіків також старших 18 років.
Середній дохід на одне домашнє господарство  становив 100 760 доларів США (медіана — 78 641), а середній дохід на одну сім'ю — 102 507 доларів (медіана — 81 557). Медіана доходів становила 57 784 долари для чоловіків та 35 953 долари для жінок. За межею бідності перебувало 7,1 % осіб, у тому числі 10,9 % дітей у віці до 18 років та 3,9 % осіб у віці 65 років та старших.
Цивільне працевлаштоване населення становило 2898 осіб. Основні галузі зайнятості: освіта, охорона здоров'я та соціальна допомога — 29,3 %, роздрібна торгівля — 13,7 %, виробництво — 10,5 %.